# ريوداورا
بلدية ريوْداورا (بالكاتالانية: Riudaura) هي بلدية تقع في مقاطعة جرندة التابعة لمنطقة كتالونيا شمال شرق إسبانيا.

## الديموغرافيا
بلغ عدد سكان بلدية ريوداورا 439 نسمة عام 2011 (وفقاً للمعهد الوطني الإسباني للإحصاء).
| 389 | 405 | 413 | 426 | 429 | 443 | 439 |